# Glenn Skram
Glenn Skram (* 19. April 1974) ist ein ehemaliger norwegischer Nordischer Kombinierer.

## Werdegang
Seine ersten erfolgreicheren Wettkämpfe im B-Weltcup der Nordischen Kombination absolvierte Glenn Skram im Jahr 1993. Im Verlauf seiner Karriere konnte er in dieser Wettbewerbsserie einen Gundersen-Wettkampf in Klingenthal in der Saison 1993/94 sowie die Gesamtwertung im gleichen Jahr gewinnen. Am 19. März 1994 gab Skram im kanadischen Thunder Bay sein Debüt im Weltcup der Nordischen Kombination. Sein bestes Resultat im Weltcup war ein fünfter Platz, den er am 18. Januar 1995 in Vuokatti erreichte.
Skram nahm sowohl 1992 in Vuokatti als auch 1994 in Breitenwang an den Nordischen Junioren-Skiweltmeisterschaften teil. Beide Male konnte er die Goldmedaille des Teamwettbewerbs gewinnen, 1992 zusammen mit Thomas Vesteraas und Halldor Skard und 1994 mit Kenneth Braaten und Jermund Lunder.
Seinen letzten Wettkampf im Weltcup absolvierte Glenn Skram am 11. Dezember 1996 in Steamboat Springs.

## Erfolge

### Nordische Junioren-Skiweltmeisterschaften
- Vuokatti 1992: 1. Team
- Breitenwang 1994: 1. Team

### Weltcup-Platzierungen
| Saison  | Platz | Punkte |
| ------- | ----- | ------ |
| 1993/94 | 42.   | 086    |
| 1994/95 | 15.   | 328    |
| 1995/96 | 28.   | 276    |
| 1996/97 | 43.   | 163    |

### B-Weltcup-Siege im Einzel
| Nr. | Datum            | Ort         | Disziplin |
| --- | ---------------- | ----------- | --------- |
| 1.  | 13. Februar 1994 | Klingenthal | Gundersen |

### B-Weltcup-Platzierungen
| Saison  | Platz | Punkte |
| ------- | ----- | ------ |
| 1992/93 | 23.   | 012    |
| 1993/94 | 01.   | 112    |